# 王銓 (成化進士)
王銓（？—？），陝西平涼府隆德縣人，明朝政治人物。

## 生平
成化十六年（1480年）庚子科順天鄉試舉人，二十年（1484年）甲辰科進士。授刑部主事，考察降州同，升四川眉州知州，再因考察罷。